# Тургайский сельский округ
Турга́йский се́льский окру́г (каз. Торғай ауылдық округі) — административная единица в составе Ерейментауского района Акмолинской области Казахстана. 
Административный центр — село Тургай.

## История
В 1989 году существовал как — Тургайский сельсовет (сёла Тургай, Тургай (ХПП), Нижний Тургай, Ржищево (Балахты), Стаханово, станция Тургай).
В периоде 1991—1998 годов:
- Тургайский сельсовет был преобразован в Тургайский сельский округ;
- село Жанажол было передано в состав Тургайского сельского округа.

В 2007 году село Стаханово было переименовано в село Карагайлы.
В 2008 году село Ржищево было переименовано в село Балыкты. 

## Население
| Численность населения | Численность населения | Численность населения |
| 1989                  | 1999                  | 2009                  |
| --------------------- | --------------------- | --------------------- |
| 3199                  | ↘2728                 | ↘1944                 |

## Состав
| № | Населённый пункт | Тип населённого пункта       | Население, 1989 | Население, 1999 | Население, 2009 |
| - | ---------------- | ---------------------------- | --------------- | --------------- | --------------- |
| 1 | Балыкты          | село                         | 400             | 324             | 222             |
| 2 | Жанажол          | село                         | 447             | 363             | 245             |
| 3 | Карагайлы        | село                         | 316             | 177             | 61              |
| 4 | Нижний Торгай    | село                         | 235             | 176             | 112             |
| 5 | Тургай           | село, административный центр | 2 060           | 1 597           | 1 224           |
| 6 | Тургай           | станция                      | 103             | 91              | 80              |
| 7 | Тургай (ХПП)     | ХПП                          | 85              | 45              | -               |

## Местное самоуправление
Аппарат акима Тургайского сельского округа — село Тургай, улица имени Жанибекова Курмаша, 21.
- Аким сельского округа — Аубакиров Марат Қанатович[1].